# Dvärgsvan
Dvärgsvan (Cygnus equitum) är en förhistorisk utdöd fågel i familjen änder inom ordningen andfåglar. Fågeln beskrevs 1916 utifrån subfossila lämningar funna på Malta. Den har senare upptäckts även på Sicilien.